# 6 Heures de Shanghai 2017
Navigation
Édition précédente Édition suivante
Les 6 Heures de Shanghai 2017 sont la huitième et avant-dernière manche du Championnat du monde d'endurance FIA 2017. Elles se sont déroulées du 3 novembre 2017 au 5 novembre 2017 sur le Circuit international de Shanghai. La course est remportée par la Toyota TS050 Hybrid no 8 pilotée par Anthony Davidson, Sébastien Buemi et Kazuki Nakajima.

## Contexte avant la course
En LMP2, James Rossiter, remplaçant d'Alex Lynn lors des 6 heures de Fuji sur l'Oreca 07 no 26 du G-Drive Racing sera à son tour remplacé par Nico Müller, pilote officiel Audi Sport en DTM. Avant de rejoindre la Chine, il a testé l’Oreca 07 de l'écurie DragonSpeed sur le circuit de Portimão au Portugal lors d’essais privées des écuries ELMS.
Pierre Thiriet sera également remplacé par Léo Roussel récent champion de l'European Le Mans Series 2017.
Enfin pour finir, en GTE Am, Michael Wainwright, patron-pilote du Gulf Racing, qui avait cédé son baquet à l'Américain Michael Hedlund pour les 6 Heures de Fuji, cède de nouveau son baquet pour cette épreuve au pilote émirien Khaled Al Qubaisi, pilote connaissant bien l'épreuve pour y avoir participé en 2016 avec le Abu Dhabi-Proton Racing.

## Essais libres

### Première séance, le vendredi de 11 h 00 à 12 h 30
| Pos. | Classe    | N° | Équipe                    | Temps                        | Tours |
| ---- | --------- | -- | ------------------------- | ---------------------------- | ----- |
| 1    | LMP1      | 7  | Toyota Gazoo Racing       | 1 min 47 s 182 (au 4e tour)  | 35    |
| 2    | LMP1      | 1  | Porsche LMP Team          | 1 min 47 s 414 (au 12e tour) | 35    |
| 3    | LMP1      | 2  | Porsche LMP Team          | 1 min 47 s 637 (au 25e tour) | 34    |
| 5    | LMP2      | 13 | Vaillante Rebellion       | 1 min 52 s 533 (au 2e tour)  | 36    |
| 6    | LMP2      | 26 | G-Drive Racing            | 1 min 53 s 154 (au 7e tour)  | 37    |
| 7    | LMP2      | 25 | CEFC Manor TRS Racing     | 1 min 53 s 330 (au 8e tour)  | 33    |
| 14   | LMGTE Pro | 66 | Ford Chip Ganassi Team UK | 2 min 02 s 693 (au 13e tour) | 23    |
| 15   | LMGTE Pro | 97 | Aston Martin Racing       | 2 min 03 s 181 (au 3e tour)  | 40    |
| 16   | LMGTE Pro | 91 | Porsche GT Team           | 2 min 03 s 191 (au 4e tour)  | 30    |
| 22   | LMGTE Am  | 54 | Spirit of Race            | 2 min 04 s 789 (au 33e tour) | 35    |
| 23   | LMGTE Am  | 77 | Dempsey-Proton Racing     | 2 min 05 s 165 (au 2e tour)  | 32    |
| 24   | LMGTE Am  | 98 | Aston Martin Racing       | 2 min 05 s 556 (au 4e tour)  | 39    |

Après les mauvaises conditions climatiques de Fuji qui ont joué des tours aux organisateurs dans le déroulement du week-end, c'est au tour de la technique de faire des siennes. En effet, dû à un problème de communication radio autour du circuit, entre la direction de course et les différents postes, c’est avec une heure et demie de retard sur l’heure officielle que la première séance d’essais libres a finalement débuté.
Une fois ce problème technique résolu, les différentes équipes ont enfin pu commencer leur programme du week-end sur la piste. C’est lors des premiers tours que Mike Conway, sur la Toyota TS050 Hybrid no 7, qui a fait parler la poudre et a établi la première référence du week-end. Il a ensuite été rejoint aux avant-postes par les deux Porsche 919 Hybrid no 1 et no 2, respectivement aux mains Nick Tandy et de Earl Bamber. Cette première séance entre les LMP1 a été serrée car la deuxième Toyota TS050 Hybrid no 8 ferme la marche dans la même seconde qu'avec la voiture de tête.
En LMP2, la Vaillante Rebellion no 13, aux mains de Mathias Beche, a dominé la catégorie en réalisant le meilleur chrono au début de la séance. Le pilote suisse a devancé avec plus de 6 dixièmes le pigiste allemand du G-Drive Racing, Nico Müller qui a tout de même signé le deuxième temps à bord de l’Oreca 07 no 26. L'écurie CEFC Manor TRS Racing, roulant sous la bannière chinoise, fini sur la troisième marche du podium avec sa voiture no 25.
En LMGTE Pro, Stefan Mücke a placé la Ford GT no 66 en haut de la feuille des temps en devançant l'Aston Martin Vantage no 97 de Darren Turner et la Porsche 911 RSR no 91 de Frédéric Makowiecki. La séance a été également très serrée car les voitures se tiennent en moins de cinq dixièmes.
Pour finir, en LMGTE Am, Miguel Molina s’est montré le plus rapide de la catégorie avec la Ferrari 488 GTE no 54 de l'écurie suisse Spirit of Race. Le pilote officiel Ferrari GT devance la Porsche 911 RSR no 77 de l'écurie Dempsey-Proton Racing aux mains de Matteo Cairoli et de l’Aston Martin Vantage no 98 d'Aston Martin Racing,.

### Deuxième séance, le vendredi de 15 h 30 à 17 h 00
| Pos. | Classe    | N° | Équipe                    | Temps                        | Tours |
| ---- | --------- | -- | ------------------------- | ---------------------------- | ----- |
| 1    | LMP1      | 7  | Toyota Gazoo Racing       | 1 min 44 s 741 (au 7e tour)  | 39    |
| 2    | LMP1      | 8  | Toyota Gazoo Racing       | 1 min 45 s 131 (au 2e tour)  | 40    |
| 3    | LMP1      | 2  | Porsche LMP Team          | 1 min 45 s 269 (au 2e tour)  | 35    |
| 5    | LMP2      | 13 | Vaillante Rebellion       | 1 min 50 s 556 (au 7e tour)  | 34    |
| 6    | LMP2      | 38 | Jackie Chan DC Racing     | 1 min 50 s 884 (au 12e tour) | 29    |
| 7    | LMP2      | 31 | Vaillante Rebellion       | 1 min 50 s 946 (au 20e tour) | 35    |
| 14   | LMGTE Pro | 51 | AF Corse                  | 2 min 01 s 913 (au 4e tour)  | 27    |
| 15   | LMGTE Pro | 91 | Porsche GT Team           | 2 min 02 s 539 (au 6e tour)  | 38    |
| 16   | LMGTE Pro | 66 | Ford Chip Ganassi Team UK | 2 min 02 s 724 (au 11e tour) | 39    |
| 19   | LMGTE Am  | 77 | Dempsey-Proton Racing     | 2 min 03 s 353 (au 16e tour) | 39    |
| 20   | LMGTE Am  | 98 | Aston Martin Racing       | 2 min 03 s 684 (au 2e tour)  | 39    |
| 22   | LMGTE Am  | 61 | Clearwater Racing         | 2 min 04 s 040 (au 17e tour) | 35    |

À la suite du retard causé par un problème de radio avant la première séance d'essai libre, la pause entre les deux séances de ce vendredi a été particulièrement courte. La hiérarchie de ce premier jour reste tout de même menée par Toyota qui place ses deux Toyota TS050 Hybrid aux deux premières places. Comme lors de la première séance, c’est Mike Conway qui a été le plus véloce. Le circuit de Shanghai ayant une grande capacité d’évolution en termes d’adhérence et de performance au fil d’un week-end, les chronos devraient encore s’abaisser d’ici les qualifications. Le coéquipier de Kamui Kobayashi/José María López a devancé l’équipage de la seconde Toyota TS050 Hybrid avec près de quatre dixièmes. Les Porsche 919 Hybrid sont cependant en embuscade puisque la no 2 est troisième, à cinq dixièmes tandis que l’équipage de la no 1 concède près de neuf dixièmes.
En LMP2, l’Oreca 07 no 13 de Vaillante Rebellion conserve son rang au sommet de la catégorie, mais cette fois grâce à Nelson Piquet Jr. Après une séance plus discrète, l’Oreca 07 no 38 du Jackie Chan DC Racing, les leadeurs du championnat Thomas Laurent/Oliver Jarvis/Ho-Pin Tung retrouvent des couleurs avec le deuxième temps. Vaillante Rebellion place sa seconde voiture dans le top 3 puisque la no 31, partagée par Julien Canal/Nicolas Prost/Bruno Senna, termine troisième en 1 min 50 s 949. La no 24 du CEFC Manor TRS Racing est la dernière auto à avoir tourné sous la barre de la minute cinquante et une.
En LMGTE Pro, James Calado de l'écurie italienne AF Corse a réalisé le temps de référence aux mains de la Ferrari 488 GTE no 51. Le britannique a relégué la concurrence à plus de six dixièmes, à commencer par Richard Lietz et Frédéric Makowiecki qui concèdent 626 millièmes pour le compte de la Porsche 911 RSR n°91 de l'écurie officielle, suivis par les deux équipes des Ford GT no 66 et no 67 du Chip Ganassi Racing.
Le meilleur temps de la catégorie LMGTE Am est revenu à la Porsche 911 RSR no 77 du Dempsey-Proton Racing qui devance certaine LMGTE Pro,.

### Troisième séance, le samedi de 10 h 00 à 11 h 00
| Pos. | Classe    | N° | Équipe                    | Temps                        | Tours |
| ---- | --------- | -- | ------------------------- | ---------------------------- | ----- |
| 1    | LMP1      | 7  | Toyota Gazoo Racing       | 1 min 44 s 888 (au 2e tour)  | 18    |
| 2    | LMP1      | 8  | Toyota Gazoo Racing       | 1 min 45 s 166 (au 2e tour)  | 19    |
| 3    | LMP1      | 2  | Porsche LMP Team          | 1 min 45 s 529 (au 2e tour)  | 6     |
| 5    | LMP2      | 26 | G-Drive Racing            | 1 min 50 s 162 (au 12e tour) | 16    |
| 6    | LMP2      | 31 | Vaillante Rebellion       | 1 min 50 s 195 (au 7e tour)  | 16    |
| 7    | LMP2      | 38 | Jackie Chan DC Racing     | 1 min 50 s 665 (au 6e tour)  | 18    |
| 14   | LMGTE Pro | 95 | Aston Martin Racing       | 1 min 59 s 836 (au 2e tour)  | 16    |
| 15   | LMGTE Pro | 67 | Ford Chip Ganassi Team UK | 2 min 00 s 451 (au 13e tour) | 14    |
| 16   | LMGTE Pro | 92 | Porsche GT Team           | 2 min 00 s 575 (au 6e tour)  | 15    |
| 22   | LMGTE Am  | 54 | Spirit of Race            | 2 min 01 s 924 (au 6e tour)  | 16    |
| 23   | LMGTE Am  | 61 | Clearwater Racing         | 2 min 01 s 992 (au 5e tour)  | 16    |
| 24   | LMGTE Am  | 98 | Aston Martin Racing       | 2 min 02 s 223 (au 15e tour) | 16    |

Les jours passent et les problèmes techniques se suivent sur le circuit de Shanghai où un vibreur délabré est venu perturber la séance d’essais libres et en amputant ainsi celle-ci de 20 minutes. En effet, après 40 minutes de roulage, la direction de course a mis un terme à la séance pour cause d'anomalie détectée sur le bord de la piste au niveau du virage 3.
Sur la lancée de la première et seconde séances d'essais libres, les Toyota TS050 Hybrid restent les plus rapides du week-end, notamment la no 7 placée au sommet de la feuille des temps par Kamui Kobayashi. Le japonais a devancé ses coéquipiers de la voiture sœur no 8 avec moins de trois dixièmes. Du côté de chez Porsche, tout ne s’est pas très bien passé. Malgré le troisième temps à 6 dixièmes, la Porsche 919 Hybrid no 2 n’a bouclé que 6 tours pour cause de problème de boîte de vitesses. Les mécaniciens ont procédé à quelques changements de pièces sur celle-ci par mesure de précaution. La deuxième Porsche no 1 est quant à elle reléguée à plus de 1,3 seconde de la première Toyota.
En LMP2, c’est toujours très serré aux avant-postes entre G-Drive Racing et Vaillante Rebellion. C’est le surprenant pigiste allemand de l’écurie russe, Nico Müller, pilote qui ne connaissait pas l'Oreca 07 il y a quelques semaines encore, qui a donné l’avantage à son équipe en réalisant le meilleur temps au volant de la no 26. Il devance ainsi avec seulement 33 millièmes les pilotes de l’Oreca no 31 de l’écurie suisse. On retrouve ensuite l’Oreca no 38 du Jackie Chan DC Racing au troisième rang.
En LMGTE Pro, Nicki Thiim et Marco Sørensen ont dominé cette ultime séance en établissant la référence absolue du week-end. Les pilotes de l’Aston Martin V8 Vantage GTE no 95 ont été les seuls à franchir la barre des deux minutes. Ils ont été rejoints aux avant-postes par la Ford GT no 67 du Chip Ganassi Racing, mais à tout de même 615 millièmes. Troisième temps pour la Porsche 911 RSR no 92.
Les Ferrari 488 GTE ont repris la main dans la catégorie LMGTE Am avec la Ferrari no 54 du Spirit of Race qui a réalisé le meilleur chrono. A 68 millièmes derrière, on retrouve une seconde Ferrari, la no 61 de l'écurie Clearwater Racing,,.

## Qualifications
| Pos. | Classe    | N° | Équipe                    | Pilote                   | Temps          | Grille |
| ---- | --------- | -- | ------------------------- | ------------------------ | -------------- | ------ |
| 1    | LMP1      | 7  | Toyota Gazoo Racing       | Kamui Kobayashi          | 1 min 42 s 832 | 1      |
| 2    | LMP1      | 1  | Porsche LMP Team          | Nick Tandy               | 1 min 43 s 72  | 2      |
| 3    | LMP1      | 8  | Toyota Gazoo Racing       | Anthony Davidson         | 1 min 43 s 445 | 3      |
| 4    | LMP1      | 2  | Porsche LMP Team          | Brendon Hartley          | 1 min 43 s 497 | 4      |
| 5    | LMP2      | 31 | Vaillante Rebellion       | Bruno Senna              | 1 min 49 s 217 | 5      |
| 6    | LMP2      | 26 | G-Drive Racing            | Léo Roussel              | 1 min 49 s 472 | 6      |
| 7    | LMP2      | 13 | Vaillante Rebellion       | Nelson Angelo Piquet Jr. | 1 min 49 s 694 | 7      |
| 8    | LMP2      | 38 | Jackie Chan DC Racing     | Oliver Jarvis            | 1 min 49 s 743 | 8      |
| 9    | LMP2      | 36 | Signatech Alpine Matmut   | Nicolas Lapierre         | 1 min 49 s 883 | 9      |
| 10   | LMP2      | 24 | CEFC Manor TRS Racing     | Jean-Éric Vergne         | 1 min 50 s 417 | 10     |
| 11   | LMP2      | 25 | CEFC Manor TRS Racing     | Vitaly Petrov            | 1 min 50 s 727 | 11     |
| 12   | LMP2      | 28 | TDS Racing                | Matthieu Vaxiviere       | 1 min 51 s 077 | 12     |
| 13   | LMP2      | 37 | Jackie Chan DC Racing     | Frédéric Makowiecki      | 1 min 51 s 171 | 13     |
| 14   | LMGTE Pro | 95 | Aston Martin Racing       | Nicki Thiim              | 1 min 59 s 697 | 14     |
| 15   | LMGTE Pro | 92 | Porsche GT Team           | Michael Christensen      | 1 min 59 s 916 | 15     |
| 16   | LMGTE Pro | 51 | AF Corse                  | James Calado             | 2 min 00 s 247 | 16     |
| 17   | LMGTE Pro | 67 | Ford Chip Ganassi Team UK | Harry Tincknell          | 2 min 00 s 299 | 17     |
| 18   | LMGTE Pro | 66 | Ford Chip Ganassi Team UK | Olivier Pla              | 2 min 00 s 332 | 18     |
| 19   | LMGTE Pro | 71 | AF Corse                  | Davide Rigon             | 2 min 00 s 754 | 19     |
| 20   | LMGTE Pro | 91 | Porsche GT Team           | Richard Lietz            | 2 min 00 s 783 | 20     |
| 21   | LMGTE Pro | 97 | Aston Martin Racing       | Jonathan Adam            | 2 min 01 s 141 | 21     |
| 22   | LMGTE Am  | 98 | Aston Martin Racing       | Pedro Lamy               | 2 min 02 s 357 | 22     |
| 23   | LMGTE Am  | 77 | Dempsey-Proton Racing     | Matteo Cairoli           | 2 min 02 s 765 | 23     |
| 24   | LMGTE Am  | 54 | Spirit of Race            | Miguel Molina            | 2 min 03 s 062 | 24     |
| 25   | LMGTE Am  | 61 | Clearwater Racing         | Matt Griffin             | 2 min 03 s 495 | 25     |
| 26   | LMGTE Am  | 86 | Gulf Racing               | Ben Barker               | 2 min 17 s 037 | 26     |

Les qualifications des 6 Heures de Shanghai ont permis de mettre fin à une série de trois Pole Position consécutives glanées par Porsche.
Au cours d'un énième duel entre les deux écuries, Kamui Kobayashi et Mike Conway n’ont pas manqué l’occasion de réaliser des tours permettant de placer la Toyota TS050 Hybrid n°7 en pole position en profitant de problème de trafic et de tête à queue rencontré par le clan allemand. Cette pole position est la quatrième de l'équipage Kamui Kobayashi et Mike Conway depuis le début de la saison.
En LMP2, dans un contexte de championnat très serré, chaque point compte. Julien Canal et Bruno Senna ont très bien abordé l’exercice des qualifications et on placé, pour la première fois de la saison, l’Oreca 07 n°31 du Vaillante Rebellion en pole position et glanant ainsi un point précieux et se rapprochant ainsi des leadeurs. Ces mêmes leadeurs n'ont pas réalisé une bonne séance en se classant seulement en quatrième position. Ils seront séparés physiquement sur la grille de départ par l’Oreca 07 n°26 du G-Drive Racing et de que la seconde Oreca 07 n°13 Vaillante Rebellion.
En LMGTE Pro, le clan Aston Martin Racing a fait le grand écart durant cette séance. Alors que Nicki Thiim et Marco Sørensen ont placé l’Aston Martin n°95 en pole position, leurs coéquipiers Darren Turner et Jonathan Adam sur la voiture n°97 sont complètement passés à côté de ces qualifications en se plaçant à la dernière place. La première ligne sera partagée avec la Porsche 911 RSR n°92 du Porsche GT Team tandis que les leadeurs du championnat, la Ferrari 488 GTE n°51 de l'écurie AF Corse, s’élanceront de la troisième position. Tout ce petit monde est groupé dans la même seconde…
Par ses bonnes performances en LMGTE Am, Aston Martin Racing s’offre le doublé avec n°98 devant la Porsche n°77 et la Ferrari n°54.
Performance également très importante car le point obtenu pourrait se révéler cruciale dans cette catégorie où les trois premiers ne se tiennent qu’en 3 points,,...

## Résultats
Voici le classement officiel au terme de la course.
- Les premiers de chaque catégorie du championnat du monde sont signalés par un fond jaune.
- Pour la colonne Pneus, il faut passer le curseur au-dessus du modèle pour connaître le manufacturier de pneumatiques.

| Pos | Classe    | no | Équipe                    | Pilotes                                                 | Châssis                       | Pneus | Tours | Temps               |
| Pos | Classe    | no | Équipe                    | Pilotes                                                 | Moteur                        | Pneus | Tours | Temps               |
| --- | --------- | -- | ------------------------- | ------------------------------------------------------- | ----------------------------- | ----- | ----- | ------------------- |
| 1   | LMP1      | 8  | Toyota Gazoo Racing       | Anthony Davidson Sébastien Buemi Kazuki Nakajima        | Toyota TS050 Hybrid           | M     | 195   | 6 h 00 min 40 s 777 |
| 1   | LMP1      | 8  | Toyota Gazoo Racing       | Anthony Davidson Sébastien Buemi Kazuki Nakajima        | Toyota 2.4 L Turbo V6         | M     | 195   | 6 h 00 min 40 s 777 |
| 2   | LMP1      | 2  | Porsche LMP Team          | Timo Bernhard Earl Bamber Brendon Hartley               | Porsche 919 Hybrid            | M     | 194   | +1 tour             |
| 2   | LMP1      | 2  | Porsche LMP Team          | Timo Bernhard Earl Bamber Brendon Hartley               | Porsche 2.0 L Turbo V4        | M     | 194   | +1 tour             |
| 3   | LMP1      | 1  | Porsche LMP Team          | Neel Jani Nick Tandy André Lotterer                     | Porsche 919 Hybrid            | M     | 194   | +1 tour             |
| 3   | LMP1      | 1  | Porsche LMP Team          | Neel Jani Nick Tandy André Lotterer                     | Porsche 2.0 L Turbo V4        | M     | 194   | +1 tour             |
| 4   | LMP1      | 7  | Toyota Gazoo Racing       | Mike Conway Kamui Kobayashi José María López            | Toyota TS050 Hybrid           | M     | 188   | +7 tours            |
| 4   | LMP1      | 7  | Toyota Gazoo Racing       | Mike Conway Kamui Kobayashi José María López            | Toyota 2.4 L Turbo V6         | M     | 188   | +7 tours            |
| 5   | LMP2      | 31 | Vaillante Rebellion       | Julien Canal Nicolas Prost Bruno Senna                  | Oreca 07                      | D     | 183   | +12 tours           |
| 5   | LMP2      | 31 | Vaillante Rebellion       | Julien Canal Nicolas Prost Bruno Senna                  | Gibson GK428 4.2 L V8         | D     | 183   | +12 tours           |
| 6   | LMP2      | 36 | Signatech Alpine Matmut   | Nicolas Lapierre Gustavo Menezes André Negrão           | Alpine A470                   | D     | 183   | +12 tours           |
| 6   | LMP2      | 36 | Signatech Alpine Matmut   | Nicolas Lapierre Gustavo Menezes André Negrão           | Gibson GK428 4.2 L V8         | D     | 183   | +12 tours           |
| 7   | LMP2      | 13 | Vaillante Rebellion       | Mathias Beche David Heinemeier Hansson Nelson Piquet Jr | Oreca 07                      | D     | 182   | +13 tours           |
| 7   | LMP2      | 13 | Vaillante Rebellion       | Mathias Beche David Heinemeier Hansson Nelson Piquet Jr | Gibson GK428 4.2 L V8         | D     | 182   | +13 tours           |
| 8   | LMP2      | 38 | Jackie Chan DC Racing     | Ho-Pin Tung Oliver Jarvis Thomas Laurent                | Oreca 07                      | D     | 182   | +13 tours           |
| 8   | LMP2      | 38 | Jackie Chan DC Racing     | Ho-Pin Tung Oliver Jarvis Thomas Laurent                | Gibson GK428 4.2 L V8         | D     | 182   | +13 tours           |
| 9   | LMP2      | 25 | CEFC Manor TRS Racing     | Roberto González Simon Trummer Vitaly Petrov            | Oreca 07                      | D     | 182   | +13 tours           |
| 9   | LMP2      | 25 | CEFC Manor TRS Racing     | Roberto González Simon Trummer Vitaly Petrov            | Gibson GK428 4.2 L V8         | D     | 182   | +13 tours           |
| 10  | LMP2      | 28 | TDS Racing                | François Perrodo Matthieu Vaxiviere Emmanuel Collard    | Oreca 07                      | D     | 182   | +13 tours           |
| 10  | LMP2      | 28 | TDS Racing                | François Perrodo Matthieu Vaxiviere Emmanuel Collard    | Gibson GK428 4.2 L V8         | D     | 182   | +13 tours           |
| 11  | LMP2      | 26 | G-Drive Racing            | Roman Rusinov Léo Roussel Nico Müller                   | Oreca 07                      | D     | 181   | +14 tours           |
| 11  | LMP2      | 26 | G-Drive Racing            | Roman Rusinov Léo Roussel Nico Müller                   | Gibson GK428 4.2 L V8         | D     | 181   | +14 tours           |
| 12  | LMP2      | 37 | Jackie Chan DC Racing     | David Cheng Alex Brundle Tristan Gommendy               | Oreca 07                      | D     | 181   | +14 tours           |
| 12  | LMP2      | 37 | Jackie Chan DC Racing     | David Cheng Alex Brundle Tristan Gommendy               | Gibson GK428 4.2 L V8         | D     | 181   | +14 tours           |
| 13  | LMP2      | 24 | CEFC Manor TRS Racing     | Matthew Rao Ben Hanley Jean-Éric Vergne                 | Oreca 07                      | D     | 181   | +14 tours           |
| 13  | LMP2      | 24 | CEFC Manor TRS Racing     | Matthew Rao Ben Hanley Jean-Éric Vergne                 | Gibson GK428 4.2 L V8         | D     | 181   | +14 tours           |
| 14  | LMGTE Pro | 67 | Ford Chip Ganassi Team UK | Andy Priaulx Harry Tincknell                            | Ford GT                       | M     | 170   | +25 tours           |
| 14  | LMGTE Pro | 67 | Ford Chip Ganassi Team UK | Andy Priaulx Harry Tincknell                            | Ford EcoBoost 3.5 L Turbo V6  | M     | 170   | +25 tours           |
| 15  | LMGTE Pro | 91 | Porsche GT Team           | Richard Lietz Frédéric Makowiecki                       | Porsche 911 RSR               | M     | 170   | +25 tours           |
| 15  | LMGTE Pro | 91 | Porsche GT Team           | Richard Lietz Frédéric Makowiecki                       | Porsche 4.0 L Flat-6          | M     | 170   | +25 tours           |
| 16  | LMGTE Pro | 51 | AF Corse                  | James Calado Alessandro Pier Guidi                      | Ferrari 488 GTE               | M     | 170   | +25 tours           |
| 16  | LMGTE Pro | 51 | AF Corse                  | James Calado Alessandro Pier Guidi                      | Ferrari F154CB 3.9 L Turbo V8 | M     | 170   | +25 tours           |
| 17  | LMGTE Pro | 66 | Ford Chip Ganassi Team UK | Stefan Mücke Olivier Pla                                | Ford GT                       | M     | 170   | +25 tours           |
| 17  | LMGTE Pro | 66 | Ford Chip Ganassi Team UK | Stefan Mücke Olivier Pla                                | Ford EcoBoost 3.5 L Turbo V6  | M     | 170   | +25 tours           |
| 18  | LMGTE Pro | 95 | Aston Martin Racing       | Nicki Thiim Marco Sørensen                              | Aston Martin V8 Vantage GTE   | D     | 170   | +25 tours           |
| 18  | LMGTE Pro | 95 | Aston Martin Racing       | Nicki Thiim Marco Sørensen                              | Aston Martin 4.5 L V8         | D     | 170   | +25 tours           |
| 19  | LMGTE Pro | 71 | AF Corse                  | Davide Rigon Sam Bird                                   | Ferrari 488 GTE               | M     | 170   | +25 tours           |
| 19  | LMGTE Pro | 71 | AF Corse                  | Davide Rigon Sam Bird                                   | Ferrari F154CB 3.9 L Turbo V8 | M     | 170   | +25 tours           |
| 20  | LMGTE Pro | 97 | Aston Martin Racing       | Darren Turner Jonathan Adam                             | Aston Martin V8 Vantage GTE   | D     | 170   | +25 tours           |
| 20  | LMGTE Pro | 97 | Aston Martin Racing       | Darren Turner Jonathan Adam                             | Aston Martin 4.5 L V8         | D     | 170   | +25 tours           |
| 21  | LMGTE Am  | 98 | Aston Martin Racing       | Paul Dalla Lana Pedro Lamy Mathias Lauda                | Aston Martin V8 Vantage GTE   | D     | 166   | +29 tours           |
| 21  | LMGTE Am  | 98 | Aston Martin Racing       | Paul Dalla Lana Pedro Lamy Mathias Lauda                | Aston Martin 4.5 L V8         | D     | 166   | +29 tours           |
| 22  | LMGTE Am  | 86 | Gulf Racing               | Khaled Al Qubaisi Ben Barker Nick Foster                | Porsche 911 RSR (991)         | D     | 165   | +30 tours           |
| 22  | LMGTE Am  | 86 | Gulf Racing               | Khaled Al Qubaisi Ben Barker Nick Foster                | Porsche 4.0 L Flat-6          | D     | 165   | +30 tours           |
| 23  | LMGTE Am  | 77 | Dempsey-Proton Racing     | Christian Ried Matteo Cairoli Marvin Dienst (de)        | Porsche 911 RSR (991)         | D     | 164   | +31 tours           |
| 23  | LMGTE Am  | 77 | Dempsey-Proton Racing     | Christian Ried Matteo Cairoli Marvin Dienst (de)        | Porsche 4.0 L Flat-6          | D     | 164   | +31 tours           |
| 24  | LMGTE Am  | 61 | Clearwater Racing         | Weng Sun Mok Keita Sawa Matt Griffin                    | Ferrari 488 GTE               | M     | 158   | +37 tours           |
| 24  | LMGTE Am  | 61 | Clearwater Racing         | Weng Sun Mok Keita Sawa Matt Griffin                    | Ferrari F154CB 3.9 L Turbo V8 | M     | 158   | +37 tours           |
| NC  | LMGTE Pro | 92 | Porsche GT Team           | Michael Christensen Kévin Estre                         | Porsche 911 RSR               | M     | 65    |                     |
| NC  | LMGTE Pro | 92 | Porsche GT Team           | Michael Christensen Kévin Estre                         | Porsche 4.0 L Flat-6          | M     | 65    |                     |
| NC  | LMGTE Am  | 54 | Spirit of Race            | Thomas Flohr Francesco Castellacci Miguel Molina        | Ferrari 488 GTE               | M     | 37    |                     |
| NC  | LMGTE Am  | 54 | Spirit of Race            | Thomas Flohr Francesco Castellacci Miguel Molina        | Ferrari F154CB 3.9 L Turbo V8 | M     | 37    |                     |

## Après-course

### Catégorie LMP1
L'équipe CEFC Manor TRS Racing a annoncé officiellement qu'elle prendra part à la super saison 2018-2019 en LMP1 avec Ginetta. Le moteur utilisé sera annoncé ultérieurement. Cette présence en LMP1 ne devrait pas avoir un impact sur la présence de l'écurie en LMP2 qui étudie également une présence en European Le Mans Series vu le faible nombre d'épreuves (9) de la super saison.
DragonSpeed a également émis le souhait d'être en LMP1 dès la saison prochaine. En effet, la structure américaine, récemment auréolée du titre de champion LMP2 en European le Mans Series via le G-Drive Racing, souhaiterait franchir le pas en montant dans la catégorie supérieure. L’écurie n’a toujours pas évoqué son choix quant au prototype qui sera engagé.

### Catégorie GTE Pro
Aston Martin Racing devrait présenter sa nouvelle Aston Martin Vantage GTE lors d'une soirée de présentation prévue à Londres le 21 novembre .